# Ⰱ
Cette page contient des caractères spéciaux ou non latins. S’ils s’affichent mal (▯, ?, etc.), consultez la page d’aide Unicode.
Bouki (Буки en cyrillique ; capitale Ⰱ, minuscule ⰱ) est la 2e lettre de l'alphabet glagolitique.

## Linguistique
La lettre sert à noter le phonème /b/.

## Historique
L'origine de la lettre n'est pas connue.
Elle est à l'origine de la lettre Б de l'alphabet cyrillique.

## Représentation informatique
- Unicode :
  - Capitale Ⰱ : U+2C01
  - Minuscule ⰱ : U+2C31